# Enrico Loccioni
Enrico Loccioni (Serra San Quirico, 30 ottobre 1949) è un imprenditore italiano, presidente dell'impresa Loccioni.

## Biografia
Enrico Loccioni nasce nella campagna di Castellaro, frazione del comune marchigiano di Serra San Quirico, da una famiglia di agricoltori e trascorre l'infanzia nelle Marche, dove vive tuttora con la famiglia. Ha sposato Graziella Rebichini, dalla quale ha avuto due figli: Maria Cristina e Claudio.
Nel 1968 inizia il suo percorso imprenditoriale come artigiano nel campo elettrico, occupandosi per 20 anni di impiantistica elettrica industriale.
Negli anni '70 nasce un nuovo ramo dell'impresa che si specifica nel collaudo degli elettrodomestici e dei componenti per auto, sviluppando competenze nelle tecnologie per l'automazione dei processi produttivi.
Nel 2000 dà vita a Humancare, il team Loccioni dedicato allo sviluppo di soluzioni per la cura, la salute, la nutrizione e il benessere, che realizza APOTECAchemo, un macchinario in grando di automatizzare il compito associato alle preparazioni dei composti chemioterapici intravenosi.
L'impresa da lui guidata compare per sei anni consecutivi (dal 2002 al 2007) nella lista delle 100 migliori aziende italiane di Best Workplaces. Compare al terzo posto nella classifica nel 2014.
Nel 2004 riceve la Laurea Honoris Causa in “Tecnologie per l'Innovazione” conferita dall'Università degli Studi di Camerino.
Nel 2008, insieme ad un network di imprese di eccellenza, definisce e costruisce la prima comunità integrata completamente ecosostenibile in Italia, la Leaf Community, con cui dà vita al progetto "Leaf House", un'abitazione autosufficiente dal punto di vista energetico e progettata in modo da non impattare l'ambiente.
Nel 2010 riceve dal Presidente della Repubblica il Premio Nazionale per l'Innovazione e il Premio Impresa Ambiente di Legambiente per il Progetto "Leaf Community".
Il 22 ottobre 2015 riceve dal Presidente della Repubblica Sergio Mattarella, su proposta del Ministro dello Sviluppo Economico Dott.ssa Federica Guidi, il titolo di "Cavaliere del lavoro".